# Christian Wörns
Christian Wörns (født 10. maj 1972 i Mannheim, Vesttyskland) er en tidligere tysk fodboldspiller, der spillede som forsvarsspiller hos Bundesliga-klubberne Bayer Leverkusen og Borussia Dortmund, samt for den franske Ligue 1-klub Paris Saint-Germain. Med Leverkusen vandt han i 1993 den tyske pokalturnering DFB-Pokal og i 2002 opnåede han sin karrieres største triumf, da han med Dortmund blev tysk mester.

## Landshold
Wörns nåede i en periode på hele 14 år at spille 66 kampe for Tysklands landshold, som han debuterede for den 22. april 1992 i en kamp mod Tjekkoslovakiet. Han blev samme år udtaget til EM i Sverige hvor tyskerne vandt sølv. Senere var han også en del af tyskernes hold til VM i 1998, Confederations Cup i 1999 samt EM i 2004.

## Titler
Bundesligaen
- 2002 med Borussia Dortmund

DFB-Pokal
- 1993 med Bayer 04 Leverkusen